# Halápy János
Halápy János (Pórszombat, 1893. február 4. – Budapest, 1960. február 13.) festő és grafikus.

## Életútja
Autodidakta művész. Bajai rajztanára, id. Éber Sándor fedezte fel tehetségét, ő kezdte tanítani. Az első világháború alatt katonaként szolgált és orosz hadifogságba került. Több mint öt évet töltött Szibériában, 1921-ben tért vissza Magyarországra. Budapesten a progresszív művészeti csoportosulásokkal került kapcsolatba, 1924-ben egyik alapítója volt a Képzőművészek Új Társaságának (KUT). 1925-től 1928-ig Párizsban élt, ahol Braque és Matisse voltak hatással művészetére. Az 1930-as évektől minden évben néhány hónapig balatonfüredi műtermében alkotott, műveinek egyik fő témája a Balaton. Többször is elnyerte a Balaton-ösztöndíjat.

## Egyéni kiállítások
- 1929, 1935: Tamás Galéria, Budapest
- 1938: Frankel Szalon, Budapest
- 1942: Nemzeti Szalon
- 1959: Fényes Adolf Terem
- 1964: Kuny Domokos Múzeum, Tata
- 1968, 1980: MNG
- 1972: Balatonfüred
- Napjainkban alkotásai állandó kiállításon a Balatoni Múzeumban láthatók.

## Válogatott csoportos kiállítások
- 1929: Palazzo Rosso, Genova
- 1974: Berlin, Szófia

## Művek közgyűjteményekben
MNG, Balatoni Képtár, Balatoni Múzeumban állandó kiállítás, Keszthely